# Chapelle Notre-Dame-des-Scouts (Orval)
La chapelle Notre-Dame-des-Scouts est un petit édifice religieux catholique sis dans les bois dominant les ruines de la première abbaye d’Orval, en Belgique. Construite par les scouts catholiques de Belgique et inaugurée en 1939 elle fut le lieu de rassemblement de nombreux camps et rallyes scouts.

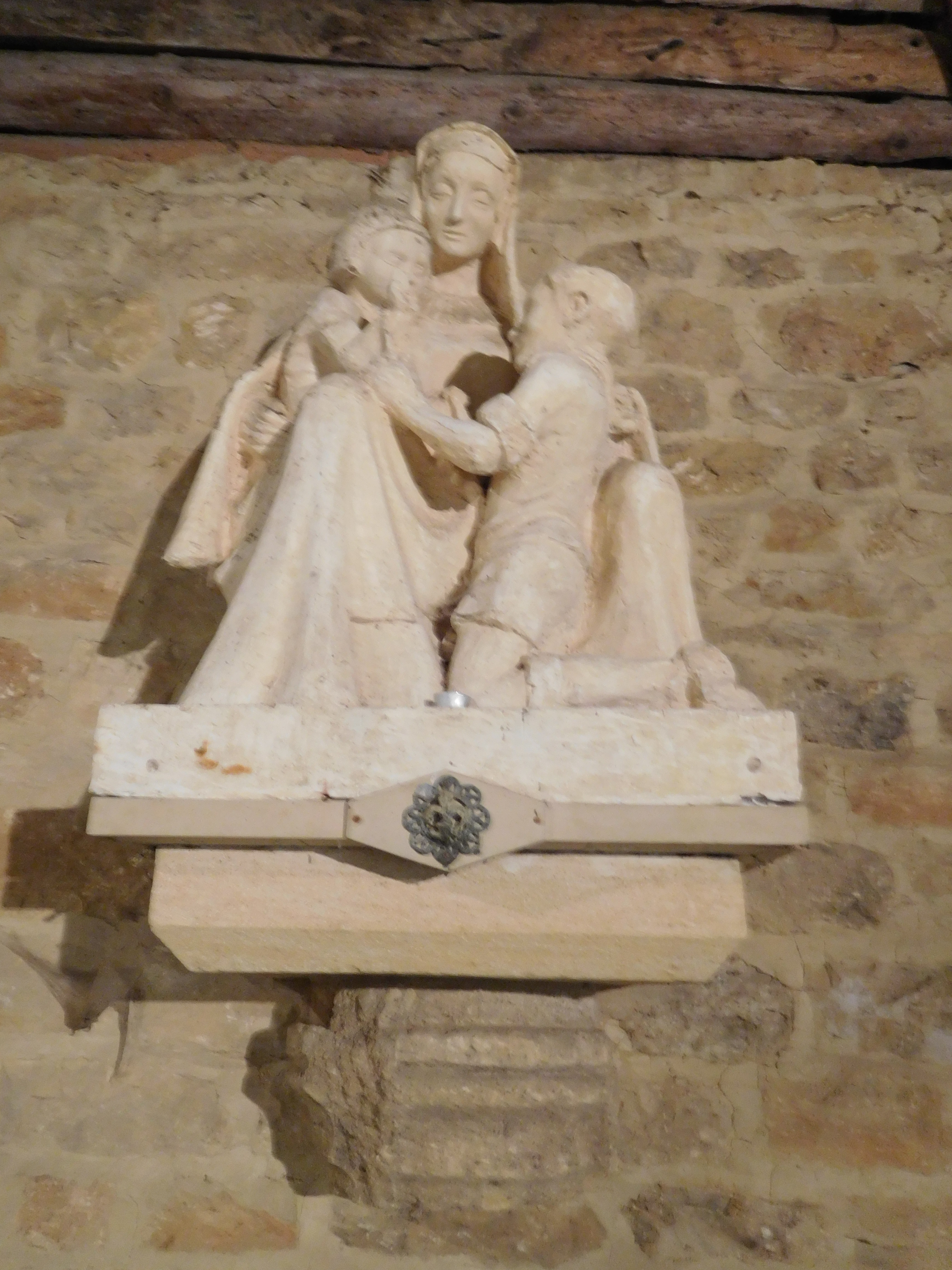
Le scout aux pieds de la Madone

## Histoire
Directement invités à le faire par Dom Albert-Marie van der Cruyssen, les scouts catholiques de Belgique, dans ses deux branches - francophone et néerlandophone - participent au mouvement national en faveur de la reconstruction de l’abbaye d’Orval. Dès septembre 1926 ils organisent un premier camp sur le site des ruines d’Orval. Ils sont fort engagés dans les premiers travaux de déblaiements des caves et souterrains de la deuxième abbaye d’Orval, détruite dans le pillage et l’incendie provoqué par les troupes révolutionnaires du général Loison. Ce seront les fondations sur lesquelles s’édifiera la troisième et nouvelle abbaye. Troupes scoutes et groupes de pionniers venant des quatre coins du pays se succèdent à intervalles réguliers durant les vacances d’été tout au long des dix premières années.
Au cours du feu de camp de juillet 1927, Dom van der Cruyssen propose aux 75 scouts présents : pourquoi ne pas reconstruire également la chapelle Notre-Dame de Montaigu? Cet édifice construit au XVIIe siècle par Bernard de Montgaillard, avait également été détruit par la folie incendiaire de la soldatesque de Loison. Ce serait un projet entièrement scout et la chapelle serait dédiée à Notre-Dame des Scouts. L’idée fait du chemin, même si la priorité durant les premières années va à préparer la reconstruction de l’abbaye.
Les scouts sont associés à tous les événements qui marquent la renaissance de l’abbaye. Ainsi sont-ils présents, le 19 août 1929, lors de la pose de la première pierre de la nouvelle abbatiale. En 1935, l’ordre trappiste rend à Orval son statut d’abbaye et le 10 mai 1936 Dom van der Cruyssen en est élu abbé. Peu après, il charge son secrétaire, Dom Hubert (François Thibaut de Maisières), lui-même ancien scout du collège Saint-Michel de Bruxelles, de piloter la reconstruction de la chapelle Notre-Dame.

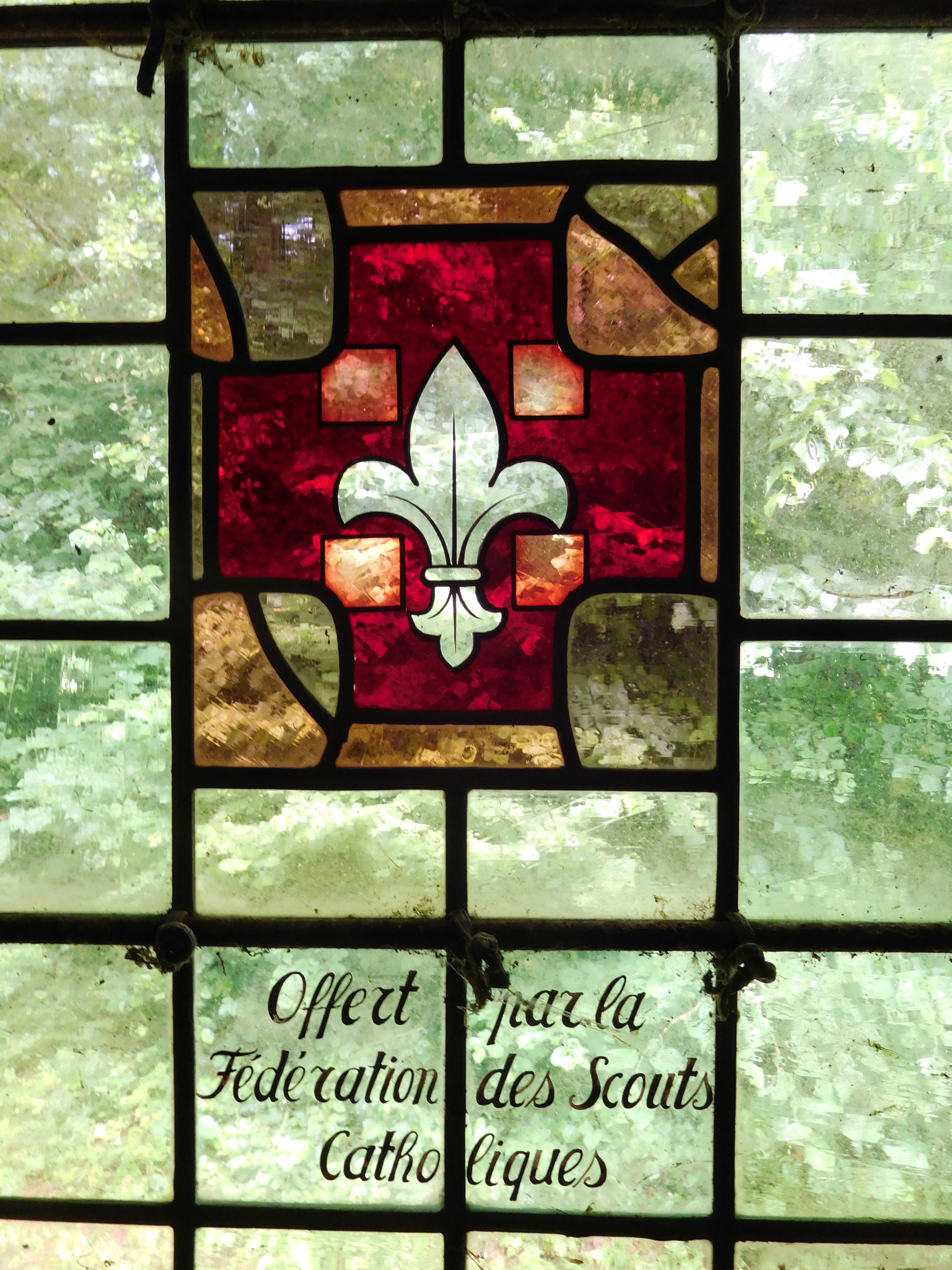
Vitrail de la fédération scoute

Le projet de reconstruction de la chapelle est mis en valeur dans les revues scoutes. Orval est présenté comme « Terre scoute ». Henri Vaes (nl), architecte de la nouvelle abbaye, accepte de faire les plans de la chapelle qui aura 18 mètres de long et 6 mètres de large. Les fonds sont rassemblés, non sans difficulté, le pays étant en crise économique. Les scouts, dont les tentes sont installées sur des terrains voisins, participent activement aux travaux, même si le gros œuvre est assuré par des ouvriers spécialisés. Veillant à garder la tradition scoute l’aspect de la chapelle reste résolument rustique.
L’inauguration de la chapelle a lieu le 14 aout 1938, au cours d’un rallye scout international qui rassemblée quelque 500 scouts et dure trois jours. Étienne Carton de Wiart, évêque auxiliaire de Malines, bénit la chapelle. La statue de « Notre-Dame des-Scouts » est portée en procession de l’abbatiale à la nouvelle chapelle. La journée se termine, comme il se doit, par un feu de camp, avec participation des moines de l’abbaye, de Dom van der Cruyssen et de diverses personnalités. Les travaux de finition intérieure - entre autres les vitraux - prendront encore plusieurs années, la Seconde Guerre mondiale ralentissant l’avancement de l’ouvrage.

## Notre-Dame des Scouts
La statue - œuvre d’Henri Briffaut - représente la Vierge Marie assise, avec l’Enfant-Jésus sur le genou droit. Celui-ci fait le signe de la promesse scoute, le regard tourné vers un louveteau se trouvant à genoux aux pieds de Notre-Dame qui, de la main, l’encourage à s’approcher.
D’autres projets tentant de faire d’Orval un haut lieu du scoutisme catholique belge n’aboutiront pas.

## Source
- Thierry Scaillet, « Notre-Dame des Scouts à l’abbaye d’Orval », CHBS, no 5,‎ mars 2009.
- Thierry Scaillet, « La chapelle Notre-Dame des Scouts à l'Abbaye d'Orval », dans La croix et la bannière. Les catholiques en Luxembourg de Rerum Novarum à Vatican II, Bastogne, Musée en Piconrue, 2005 (ISBN 2-9600545-0-4), p. 327-336
- Christian Moïs, « Le mouvement scout à Messancy », Chronique, no 29,‎ 2017 (lire en ligne, consulté le 11 juillet 2023)